# Vitalij Lukin
Vitalij Lukin (russisk: Виталий Валентинович Лукин) (født 14. september 1960 i Sovjetunionen) er en russisk filminstruktør og manuskriptforfatter.

## Filmografi
- Proryv (Прорыв, 2006)[1][2]